# Isla Kildin
Kildin (también Kilduin; ruso: Кильди́н , sami del norte: Gieldasuolu) es una pequeña isla rusa en el mar de Barents , frente a la costa rusa y a unos 120 km de Noruega. Administrativamente, Kildin pertenece al óblast de Múrmansk de la Federación Rusa.
La isla Kildin es una meseta, de hasta 274 metros de altura; cae bruscamente hacia el mar en el norte. Grandes masas de granito surgen del mar y se excavan en amplias terrazas. En el interior hay un lago relicto, el lago Mogil'noe (o Molginoye), que está separado del estrecho de Kildin por un istmo a través del cual se filtra el agua de mar que repone el lago. El lago salobre alberga una especie única de bacalao (Gadus morhua kildinensis) que se ha adaptado a él.
La isla tiene 15 km (9,3 millas) de largo por 5 km (3,1 millas) y 1 km (0,62 millas) de ancho en la parte más ancha. El estrecho de Kildin, que lo separa del continente, tiene 15 km (9,3 millas) de largo y varía en ancho de 2 km (1,2 millas) a aproximadamente 1 km (0,62 millas). El agua es profunda, por lo que el fondeo solo es posible cerca de la orilla. El único fondeadero seguro se encuentra en la Bahía del Monasterio, en el extremo sureste de la isla. La bahía recibe su nombre de un monasterio fortificado que solía estar allí pero que los británicos destruyeron en 1809 y del que no queda rastro.
Según la Organización Noruega para la Protección del Medio Ambiente, en la isla hay un depósito de reactores gastados de submarinos nucleares soviéticos. Había instalaciones militares, pero al parecer la presencia militar finalizó en 1995.